# أندرو هيرد
أندرو هيرد (بالإنجليزية: Andrew Heard)‏ هو رسام وفنان بريطاني، ولد في 21 أغسطس 1958 في Hertford ‏ في المملكة المتحدة، وتوفي في 9 يناير 1993 في لندن في المملكة المتحدة.